# Греко-римская борьба на летних Олимпийских играх 1924 — до 82,5 кг
Соревнования по греко-римской борьбе в рамках Олимпийских игр 1924 года в полутяжёлом весе (до 82,5 килограммов) прошли в Париже с 6 по 10 июля 1924 года в Winter Velodrome. 
Для участия в соревнованиях заявились 42 спортсменов из 17 стран. Однако от каждой страны мог принять участие лишь два представителя, поэтому, с учётом двух борцов, объявленных не явившимися, титул разыгрывался между 22 борцами. Самым молодым участником был Сейфи Берксой (19 лет), самым возрастным участником Бела Варга (34 года). 
Турнир проводился по системе с выбыванием после двух поражений. Тот круг, в котором число остававшихся борцов становилось меньше или равно количеству призовых мест, объявлялся финальным, и у борцов, участвующих в таком круге, после его проведения подсчитывалось количество побед и поражений, в зависимости от чего распределялись места. Если количество побед и поражений было одинаковым, то предпочтение отдавалось тому борцу, кто одержал больше чистых побед. Если же и их число было одинаковым, тогда предпочтение отдавалось тому борцу, кто достигал этих побед быстрее.   
Два шведских борца были фаворитами в этом весе: Карл Вестергрен, чемпион мира 1922 года но в среднем весе и Рудольф Свенссон, серебряный призёр чемпионатов мира 1921 и 1922 годов (чемпион мира Эдиль Розенквист перебрался в тяжёлый вес). Жребий свёл их в первой же встрече, где Вестергрен победил. В дальнейшем, как Вестергрен, так и Свенссон только побеждали и вышли в финал. Неясно для чего была проведена финальная встреча между ними, поскольку Вестергрен по правилам уже опережал Свенссона. Третье место занял Онни Пеллинен.

## Призовые места
- Карл Вестергрен
- Рудольф Свенссон
- Онни Пеллинен

## Первый круг
| Поражений | Участник 1        | Результат                  | Участник 2       | Поражений |
| --------- | ----------------- | -------------------------- | ---------------- | --------- |
| 0         | Карл Вестергрен   | Туше 5:40                  | Рудольф Свенссон | 1         |
| 0         | Сейфи Берксой     | По очкам                   | Эмиль Вальхем    | 1         |
| 0         | Франтишек Тазлер  | По очкам                   | Аксель Тетенс    | 1         |
| 0         | Арнольдс Бауманис | Отказ от продолжения 14:00 | Франц Сакс       | 1         |
| 0         | Свен Нильсен      | По очкам                   | Ян Мёйс          | 1         |
| 0         | Бела Варга        | Туше 19:00                 | Данте Чикателли  | 1         |
| 0         | Эмиль Векстен     | По очкам                   | Рудольф Лоо      | 1         |
| 0         | Иштван Дёмени     | Туше 1:00                  | Поль Боннефо     | 1         |
| 0         | Онни Пеллинен     | По очкам                   | Стеван Надь      | 1         |
| 0         | Антони Миссе      | Туше 11:08                 | Жан Боме         | 1         |
| 0         | Ибрагим Мустафа   | Туше 2:07                  | Бруто Тестони    | 1         |

## Второй круг
| Поражений | Участник 1       | Результат  | Участник 2        | Поражений |
| --------- | ---------------- | ---------- | ----------------- | --------- |
| 0         | Карл Вестергрен  | Туше 5:30  | Франтишек Тазлер  | 1         |
| 0         | Рудольф Свенссон | Туше 11:53 | Сейфи Берксой     | 1         |
| 1         | Аксель Тетенс    | По очкам   | Франц Сакс        | 2         |
| 0         | Свен Нильсен     | Туше 8:43  | Арнольдс Бауманис | 1         |
| 0         | Бела Варга       | Туше 9:30  | Ян Мёйс           | 2         |
| 0         | Эмиль Векстен    | По очкам   | Данте Чикателли   | 2         |
| 1         | Рудольф Лоо      | Туше 3:24  | Поль Боннефо      | 2         |
| 0         | Онни Пеллинен    | Туше 3:45  | Иштван Дёмени     | 1         |
| 0         | Антони Миссе     | По очкам   | Стеван Надь       | 2         |
| 0         | Ибрагим Мустафа  | Туше 1:29  | Жан Боме          | 1         |

## Третий круг
| Поражений | Участник 1       | Результат  | Участник 2    | Поражений |
| --------- | ---------------- | ---------- | ------------- | --------- |
| 0         | Карл Вестергрен  | По очкам   | Аксель Тетенс | 2         |
| 1         | Рудольф Свенссон | Туше 19:45 | Свен Нильсен  | 1         |
| 0         | Эмиль Векстен    | По очкам   | Бела Варга    | 1         |
| 1         | Рудольф Лоо      | Туше 11:20 | Иштван Дёмени | 2         |
| 0         | Онни Пеллинен    | По очкам   | Антони Миссе  | 1         |
| 0         | Ибрагим Мустафа  | Пропускал  |               |           |

## Четвёртый круг
Антони Миссе отказался от участия
| Поражений | Участник 1       | Результат | Участник 2    | Поражений |
| --------- | ---------------- | --------- | ------------- | --------- |
| 0         | Ибрагим Мустафа  | Неявка    | Свен Нильсен  | 2         |
| 0         | Карл Вестергрен  | По очкам  | Бела Варга    | 2         |
| 1         | Рудольф Свенссон | По очкам  | Эмиль Векстен | 1         |
| 0         | Онни Пеллинен    | По очкам  | Рудольф Лоо   | 2         |

## Пятый круг
| Поражений | Участник 1       | Результат  | Участник 2      | Поражений |
| --------- | ---------------- | ---------- | --------------- | --------- |
| 1         | Рудольф Свенссон | По очкам   | Ибрагим Мустафа | 1         |
| 0         | Карл Вестергрен  | Туше 11:20 | Эмиль Векстен   | 2         |
| 0         | Онни Пеллинен    | Пропускал  |                 |           |

## Шестой круг
| Поражений | Участник 1       | Результат                  | Участник 2      | Поражений |
| --------- | ---------------- | -------------------------- | --------------- | --------- |
| 1         | Рудольф Свенссон | По очкам                   | Онни Пеллинен   | 1         |
| 0         | Карл Вестергрен  | Отказ от продолжения 16:50 | Ибрагим Мустафа | 2         |

## Финальный круг
| Победы | Поражения | Участник 1      | Результат | Участник 2       | Победы | Поражения |
| ------ | --------- | --------------- | --------- | ---------------- | ------ | --------- |
| 7      | 0         | Карл Вестергрен | По очкам  | Рудольф Свенссон | 5      | 2         |
| 4      | 1         | Онни Пеллинен   |           |                  |        |           |